# Рачков Альберт Іванович
Альберт Іванович Рачков (22 червня 1927, місто Ставрополь Північнокавказького краю, тепер Ставропольського краю, Російська Федерація — 5 січня 2023) — радянський діяч, 2-й секретар ЦК КП Туркменії, надзвичайний і повноважний посол СРСР у Народній Демократичній Республіці Ємен. Член Бюро ЦК КП Туркменії в 1980—1986 роках. Кандидат у члени ЦК КПРС у 1981—1990 роках. Депутат Верховної Ради СРСР 11-го скликання.

## Життєпис
У 1948—1949 роках — комбайнер машинно-тракторної станції (МТС).
У 1950 році закінчив Азово-Чорноморський інститут механізації та електрифікації сільського господарства.
У 1950—1955 роках — інженер, старший інженер, головний інженер управління машинно-тракторних станцій Кемеровського обласного управління сільського господарства. У 1955—1956 роках — головний інженер головної інспекції з механізації та електрифікації Кемеровського обласного управління сільського господарства.
Член КПРС з 1955 року.
У 1956—1960 роках — заступник завідувача, у 1960 році — завідувач сільськогосподарського відділу Кемеровського обласного комітету КПРС.
У 1960—1962 роках — 1-й секретар Чебулінського районного комітету КПРС Кемеровської області. У 1962 — січні 1963 року — партійний організатор Кемеровського територіального виробничого радгоспно-колгоспного управління.
19 січня 1963 — 23 грудня 1964 року — секретар Кемеровського сільського обласного комітету КПРС — голова сільського обласного комітету партійно-державного контролю. Одночасно — заступник голови виконавчого комітету Кемеровської сільської обласної ради депутатів трудящих.
23 грудня 1964 — 16 червня 1965 року — завідувач відділу сільського господарства Кемеровського обласного комітету КПРС.
У 1965—1969 роках — інструктор відділу організаційно-партійної роботи ЦК КПРС.
У 1969—1974 роках — секретар Липецького обласного комітету КПРС.
У 1971 році закінчив заочну Вищу партійну школу при ЦК КПРС.
У 1974—1980 роках — завідувач сектора відділу організаційно-партійної роботи ЦК КПРС.
У 1976 році закінчив Вищі економічні курси при Державній плановій комісії СРСР. У 1978 році закінчив спеціальні курси при Генеральному штабі Збройних сил СРСР.
20 грудня 1980 — 13 вересня 1986 року — 2-й секретар ЦК КП Туркменії.
15 липня 1986 — 9 серпня 1990 року — надзвичайний і повноважний посол СРСР у Народній Демократичній Республіці Ємен.
У 1990—1991 роках — генеральний консул в ранзі надзвичайного і повноважного посла СРСР у місті Адені Єменської Республіки.
З 1991 року — персональний пенсіонер у Москві.
Автор книг «Щоденник другого секретаря ЦК КП Туркменії. Книга 1 (1981—1982)», «П'ять років в Ємені. Щоденник посла в Адені, 1986—1991 рр.».

## Нагороди і звання
- орден Жовтневої Революції (22.06.1987)
- два ордени Трудового Червоного Прапора (27.08.1971, 11.12.1973)
- орден «Знак Пошани» (11.01.1957)
- надзвичайний і повноважний посол СРСР